# Céret
Céret (en catalán: Ceret) es una ciudad francesa situada en el departamento francés de los Pirineos Orientales, en la región de Occitania. Es la capital de la comarca del Vallespir. Se la conoce popularmente como "capital de la cereza", por su importante producción de esta fruta.

## Geografía

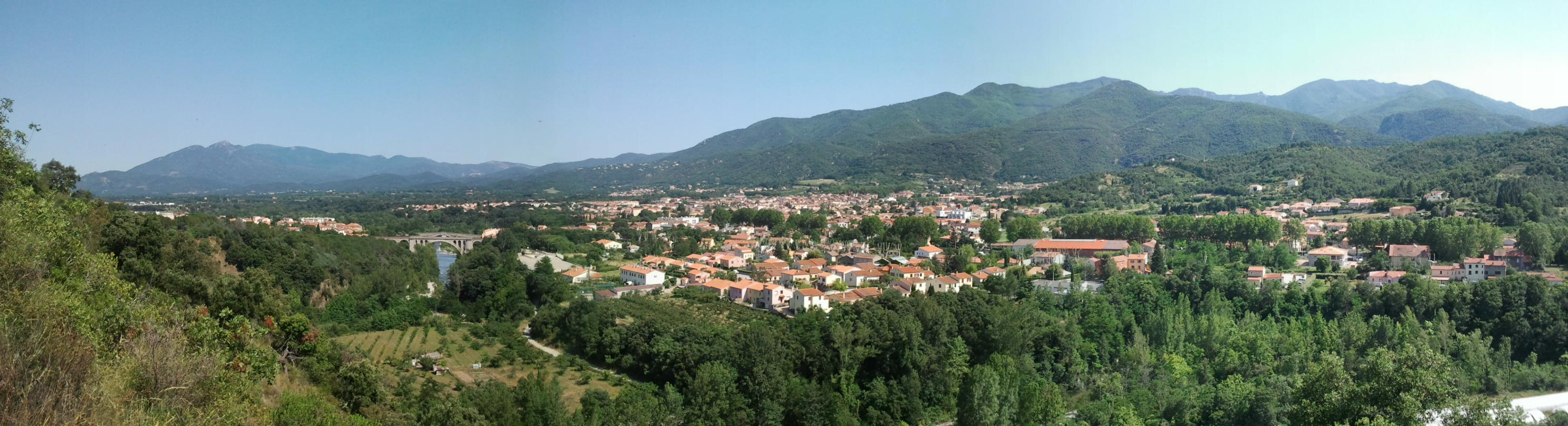
Vista de la localidad

Céret se ubica a los pies de los Pirineos. Su término municipal se reparte entre la zona montañosa y la llanura del Rosellón, lo que explica que su altitud varíe entre los 175 y los 1400 m. Se localiza a 200 km de Montpellier, 250 km de Toulouse y 180 km de Barcelona, y la atraviesa el río Tech.
La comuna de Céret limita con Oms, Vivès, Saint-Jean-Pla-de-Corts, Maureillas-las-Illas, Massanet de Cabrenys (España) y Reynès.
Sus habitantes reciben el gentilicio de cérétans en francés y ceretans en catalán. En catalán el nombre de la localidad es Ceret.

## Historia
En sus inmediaciones se desarrolló en 1793 la batalla de Céret, estando la villa en manos españolas hasta su recuperación por las tropas revolucionarias francesas el 4 de mayo de 1794.
La ciudad ha atraído a numerosos pintores y escultores; en 1910 llega Manolo Hugué, amigo de Pablo Picasso. Este último vendrá en 1911, y más tarde se unirían el poeta Max Jacob y el pintor Georges Braque. Este último trabajará con Picasso entre 1911 y 1914 en la elaboración de varias obras cubistas. El compositor Déodat de Séverac (1872-1921) vivió y murió en Céret. El liceo de la ciudad lleva su nombre.

## Demografía
| 3840 | 3841 | 3921 | 4472 | 4918 | 5052 | 5118 | 5148 | 5091 | 5421 | 5438 | 5987 | 6798 | 7285 | 7291 | 7568 | 7583 |
| Para los censos de 1962 a 1999 la población legal corresponde a la población sin duplicidades (Fuente: INSEE [Consultar]) |      |      |      |      |      |      |      |      |      |      |      |      |      |      |      |      |

## Lugares de interés

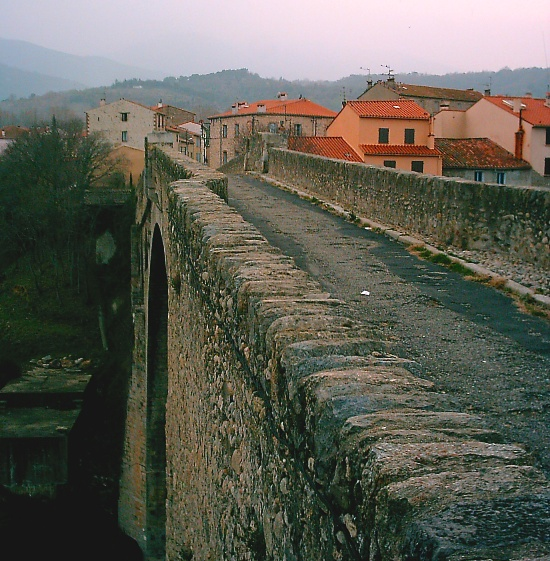
Puente del Diablo

Céret es famosa por su Museo de Arte Moderno, que alberga numerosas pinturas y esculturas de Picasso, así como cuadros de otros tantos artistas impresionistas. El Café Pablo está dedicado a Picasso, y Le Grand Café, que todavía existe, era un lugar de reunión para muchos artistas célebres de la primera mitad del siglo XX.
También destacan la Font-Frède, la ermita de Saint-Ferréol, el Museo de Arqueología, el Puente del Diablo ("Pont du Diable", siglo XIV), el convento de los Capuchinos, las puertas de Francia y de España, dos castillos, la iglesia de Saint-Pierre, cuyo campanario data del siglo XI.

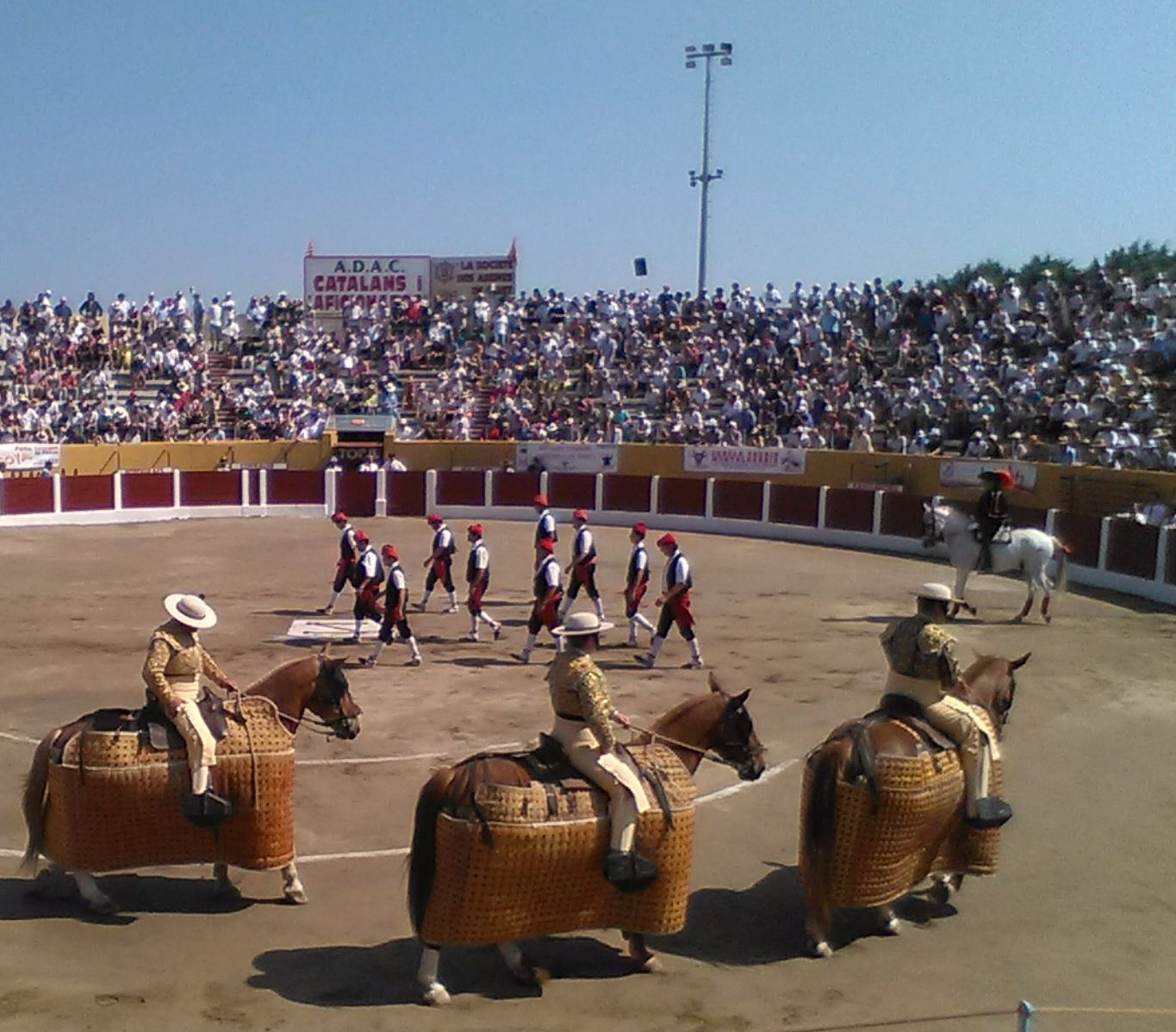
Plaza de toros de Ceret, donde tiene lugar la feria anual Céret de toros.

Una de las particularidades de Céret, única en el departamento de los Pirineos Orientales, es que existe una plaza de toros, conocida como «las arenas» (les arènes), construida en 1922, en la que siguen celebrándose corridas de toros. Se sitúa al norte de la ciudad. La tradición taurina en Ceret se remonta como mínimo al siglo XVI. En el siglo XIX había la menos tres plazas en el pueblo. La primera corrida a la española se celebró en 1894. Ceret es una de las 46 poblaciones que integran la Unión de Ciudades Taurinas de Francia y actualmente las corridas de toros suponen en el pueblo una seña de identidad de la cultura catalana.
También posee el Museo de la Música de Céret.

## Hermanamientos
- Almonte (España)
- Bañolas (España)
- Lüchow (Alemania, desde 1983)